# Rappler
Rappler (объединение слов: англ. rap — (слэнг) «обвинение» (bad rap) и англ. ripple — (слэнг) «скандал») — филиппинский новостной сайт, основанный Марией Ресса вместе с группой журналистов. Изначально был страницей в Facebook под названием MovePH. С 1 января 2012 года — полноценный веб-сайт.
В 2018 году филиппинские власти возбудили против Rappler уголовное дело. Создатели сайта утверждали, что его преследовали за разоблачения коррупции правительства Родриго Дутерте и документирование эксцессов «войны с наркотиками» на Филиппинах.
В 2021 году Мария Ресса стала лауреатом Нобелевской премии мира за деятельность по поддержке свободы слова.